# Патрик Торесен
Патрик Торесен (норв. Patrick Thoresen — Осло, 7. новембар 1983) професионални је норвешки хокејаш на леду који игра у нападу на позицијама крилног нападача.
Члан је сениорске репрезентације Норвешке за коју је на међународној сцени дебитовао на светском првенству 2004. године (турнир прве дивизије). Два пута је учествовао на олимпијским играма као члан норвешког олимпијског тима (на играма ЗОИ 2010. у Ванкуверу и ЗОИ 2014. у Сочију. На светском првенству 2012. уврштен је у идеалну поставу шампионата поставши тако први норвешки играч са овим признањем у историји.
Његов млађи брат Стефен такође је професионални хокејаш, док је њихов отац Петер један од најбољих норвешких играча свих времена и петоструки олимпијац те земље.

## Каријера
Торесен је играчку каријеру започео у омладинском саставу екипе Сторхамер драгонси, а потом одлази у Канаду где игра у развојној лиги Квебека. Након две године у Канади враћа се у Европу и потписује први професионални уговор са шведским прволигашем Јургорденом за који је у две сезоне одиграо 80 утакмица и остварио учинак од 53 индексна поена.
Као слободан играч у мају 2006. потписује уговор са НХЛ лигашем Едмонтон ојлерсима. Торесен је тако постао тек пети играч у историји норвешког хокеја на леду који је заиграо у најјачој хокејашкој лиги на свету. Први погодак у НХЛ-у постигао је 12. октобра 2006. на утакмици против Сан Хозе шаркса, а дебитантску НХЛ сезону окончао је са 4 гола и 12 асистенција на 68 одиграних утакмица. Након свега 17 одиграних утакмица у наредној сезони Торесен је трејдован у Филаделфија флајерсе за које је током те сезоне одиграо и 14 утакмица у доигравању за трофеј Стенли купа.
У јулу 2008. враћа се у Европу и потписује једногодишњи уговор са швајцарским Луганом, а потом одлази у Русију где игра наредних 6 сезона за екипе Салавата и СКА Санкт Петербурга. Двоструки је освајач трофеја Гагариновог купа и први норвешки хокејаш који је заиграо у завршници КХЛ лиге.
Сезону 2015/16. одиграо је у шведској лиги за екипу Јургордена, а сезону је окончао са наградом за најкориснијег играча лиге. Потом је одиграо једну сезону за швајцарски Цирих, а од 2017. по први пут игра у норвешкој лиги за екипу Сторхамара.